# Resezione endoscopica della prostata

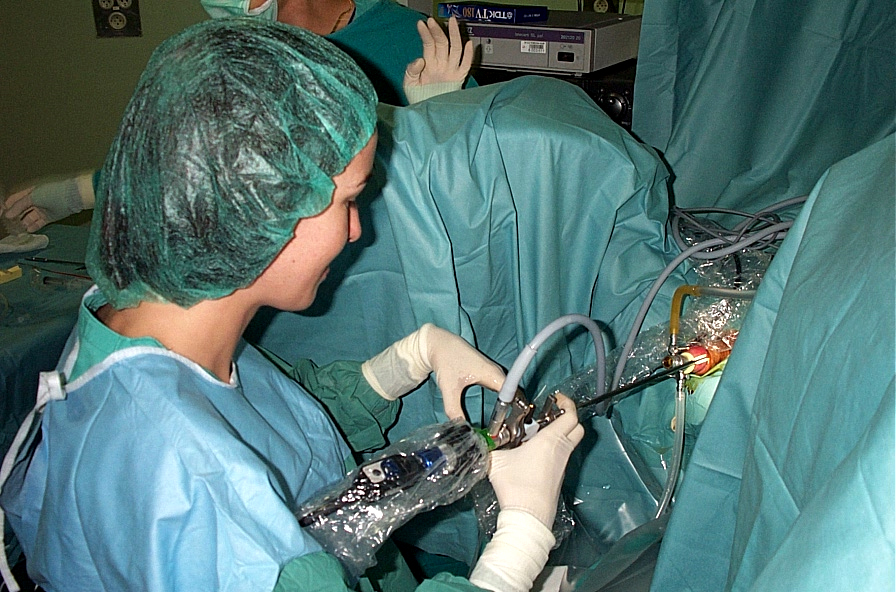
Un intervento di resezione endoscopica della prostata.

La resezione endoscopica della prostata (o TURP, dall'espressione inglese TransUrethral Resection of the Prostate) è un'operazione urologica attuata nella terapia di alcune affezioni della prostata allo scopo di rimuovere ostacoli allo svuotamento della vescica. 
È l'intervento maggiormente praticato nel mondo a questo scopo ed è considerato il trattamento chirurgico più efficace dell'ipertrofia prostatica benigna, con esiti "eccellenti" per l'80-90% dei pazienti.

## Indicazioni
L'ipertrofia prostatica benigna inizialmente viene curata con un trattamento medico ma, se questo non riduce i sintomi della patologia, si può considerare la possibilità dell'intervento chirurgico.
Dati i continui miglioramenti della medicina, comunque, il numero delle TURP eseguite è in diminuzione. 
Ove la TURP fosse controindicata, si può intervenire con una prostatectomia (endoscopica o meno) o con un catetere sovrapubico che aiuti il paziente ad espellere l'urina.

## L'intervento
Come indicato dal termine inglese transurethral, l'intervento è praticato raggiungendo e visualizzando la prostata con un catetere a triplo lume inserito attraverso l'uretra.
Il termine "endoscopica" specifica invece che l'operazione non è eseguita "a cielo aperto" (non si incide cioè la pelle esternamente), ma tramite il lume (o canale) "operativo" del catetere.
Il tessuto da asportare (la parte interna della ghiandola prostatica) viene rimosso tramite la sua cauterizzazione elettrica o la dissezione "a fette" e, completato l'aspetto prettamente chirurgico, il catetere viene utilizzato per irrigare e svuotare la vescica urinaria da ogni residuo. 
L'intervento viene eseguito con il paziente in anestesia spinale o generale e ha una durata variabile, secondo i casi, dai 20 ai 60 minuti.
Conclusa l'operazione, si applica per tre giorni (salvo complicazioni) un catetere vescicale per il lavaggio continuo della vescica.

### Complicanze

#### Complicanze intraoperatorie
- Emorragia (nell'1% dei casi);
- Sindrome da riassorbimento del liquido di irrigazione (2% dei casi) con sintomi quali nausea, vomito e ipertensione arteriosa;

#### Complicanze postoperatorie
- Ritenzione urinaria (6.5% dei casi);
- Infezione urinaria (15.5% dei casi);
- Orchiepididimite (1.1% dei casi), infiammazione di uno o entrambi i testicoli;
- Complicanze generali peri-operatorie tra cui broncopolmonite, trombosi venosa profonda, embolia polmonare, osteite del pube, infezione della ferita chirurgica;

#### Complicanze a distanza
- Incontinenza urinaria (2.2% dei casi);
- Sclerosi del collo vescicale (1.7% dei casi);
- Stenosi dell'uretra (3.1% dei casi);
- Deficit delle erezioni (10-15% dei casi);
- IPB recidiva: possibile ricrescita di tessuto prostatico la probabilità di dover ricorrere ad una revisione della loggia prostatica entro 8 anni dopo questo intervento è pari al 12-15%.[1]
- Eiaculazione retrograda: nel 70 % dei casi è responsabile di sterilità; è dovuta all'abbassamento della pressione a livello del collo vescicale, a monte dello sbocco dei dotti eiaculatori con risalita del liquido seminale in vescica.